# Sittaung
Der Sittaung (birmanisch စစ်တောင်းမြစ်, [sɪʔ táuɴ mjɪʔ]; früher auch Sittang oder Sittoung) ist ein Fluss in Südzentral-Myanmar in der Bago-Division. Das Gebirge Pegu-Joma trennt sein Einzugsgebiet von dem des Irrawaddy. Der Fluss entspringt am Rande des Shan Plateaus südöstlich von Mandalay und fließt dann nach Süden zum Golf von Martaban. Seine Länge beträgt 420 km, sein durchschnittlicher Jahresabfluss 50 Kubikkilometer.
Obwohl er durch relativ flaches Gelände fließt, weist der Sittaung einen beträchtlichen Tidenhub an seiner Mündung auf, welcher ihn nur für kleine Wasserfahrzeuge nutzbar macht.
Der Fluss ist ganzjährig über 40 km schiffbar, während drei Monaten sogar 90 km. Der Fluss wird primär zur Holzflößerei genutzt. Starke Strömungen machen den Fluss im östlichen Myanmar als Transportweg bedeutungslos. Aufgrund fehlender Sedimente aus dem Himalaya, weist das Einzugsgebiet des Sittaung nicht dieselbe landwirtschaftliche Nutzbarkeit auf, wie das des Irrawaddy.